# Xã Pleasant Prairie, Quận Martin, Minnesota
Xã Pleasant Prairie (tiếng Anh: Pleasant Prairie Township) là một xã thuộc quận Martin, tiểu bang Minnesota, Hoa Kỳ. Năm 2010, dân số của xã này là 243 người.